# Antsindra
Antsindra est une commune rurale malgache située dans la région de Vatovavy.